# Фальшивка (фильм)
«Фальшивка» (англ. Possession) — психологический триллер 2009 года с Сарой Мишель Геллар и Ли Пейсом в главных ролях.

## Сюжет
Джесс — молодая женщина-адвокат, которая готовится пожертвовать карьерой ради семейного счастья в замужестве за Райаном. Грядёт первая годовщина их брака, кажется, что они счастливы, но для обоих существует проблема в лице Романа — брата Райана, который живёт с ними, так как условно освобожден в том числе из-за поручительства своего брата. Райан — честный и заботливый муж. Роман — «паршивая овца» в семье, человек, обвинявшийся в нескольких нападениях, в том числе сексуального характера, он может быть жестоким даже по отношению к своей подружке Кейси. Джесс вынуждена была защищать Романа в суде, она боится его, тем более, что иногда ловит на себе его странный взгляд.
Когда Роман подслушивает разговор Джесс и Райана о том, что они хотят попросить его съехать в реабилитационный центр, он в ярости собирает вещи и уезжает из дома. Джесс звонит мужу и просит его остановить Романа. Двигаясь навстречу друг другу, братья попадают в аварию на мосту. Джесс приезжает в больницу, где ей сообщают, что и Роман, и Райан находятся в коме. Джесс сталкивается в больнице с Кейси и обещает держать её в курсе событий.
Несколько недель спустя Роман приходит в себя, и уверяет окружающих, что он — Райан. Он уверен, что нечто невероятное произошло тогда на мосту, но он не может этого объяснить. Романа-Райана выписывают из больницы, его единственный дом — дом Джесс, которая отказывается признавать в нём своего мужа, но не в силах выгнать «самозванца», который только что едва оправился от аварии. Роман начинает ухаживать за садом так, как это делал раньше Райан, приходит в мастерскую Райана и делает его работу. Пришедшую проведать его Кейси он не узнает. Он двигается как Райан, говорит, как Райан. Собака не признает его и рычит так, как раньше рычала на Романа. В душу Джесс закрадываются сомнения. Она разговаривает с Романом и он делится с ней их общими, очень личными воспоминаниями, о которых мог знать только Райан.
Психотерапевт так же подтверждает, что Роман-Райан не лжет. Постепенно Джесс понимает, что это Райан, вернувшийся к ней в теле своего брата, и принимает его — они начинают жить вместе, как муж и жена, деля постель. Они совместно посещают больницу, но принимают решение не отключать тело Райана от приборов искусственного жизнеобеспечения, оба верят, что в теле Райана живёт Роман и однажды он тоже сможет вернуться. Вскоре Джесс понимает, что беременна. Когда она делится с мужем этой новостью и в этот момент их застает пришедшая в очередной раз Кейси. Она видит Романа, обнимающего Джесс и убегает. Кажется, что это единственное, что омрачает счастье Джесс. Но спустя несколько дней в их дом приходят детективы и сообщают, что Кейси пропала.
Она также обнаруживает подмену подаренного ей Райаном медальона — это сделал кто-то, кто хотел подменить записку, спрятанную внутри украшения. И сделать это мог только тот, кто живёт в доме, то есть Райан. После этого Джесс обнаруживает едва заметные следы взлома шкатулки, где хранила любовные письма мужа. Джесс понимает, что все было обманом — она живёт не с Райаном в теле Романа, а с Романом, который присвоил личность Райана, то есть с неуравновешенным преступником, с чрезвычайно извращенной психикой.
Джесс начинает опасаться за свою жизнь, а Роман, не подозревающий, что его обман раскрыт, показывает ей колыбельку для будущего ребёнка и делится планами на жизнь. Но осознав, что Джесс его раскусила, он впадает в ярость и удерживает её, объясняя, что любит её с того момента, как увидел, что он сделает для неё все — уже сделал, собственно, став тем человеком, которого она любила, что он никуда её не отпустит. Но при этом личность Райана, начинает отступать, и в словах, интонациях и жестах проступает Роман… В это время в больнице у Райана наступает кризис, врачи борются за его жизнь. А в своем доме Джесс борется за свою, защищаясь от обезумевшего Романа… В тот момент, когда врачи прекращают реанимацию, понимая, что Райана уже не спасти, Джесс в последнем отчаянном порыве самозащиты убивает Романа ножом. И в больнице у Райана снова обнаруживают пульс.
В последних кадрах мы видим Джесс, которая проходит обследование и узнаёт, что её ребёнок не пострадал, а врачи сообщают ей, что и в здоровье Райана заметны улучшения, хоть он так и не пришёл в себя. Джесс обещает дождаться его выздоровления.

### Альтернативная концовка
Существует 30-минутный альтернативный финал фильма: Райан умирает, и его тело кремируют, а Кейси уезжает. Джесс понимает, что Роман лгал ей — он лишь прочитал любовные письма Райана, но решает забыть об этом и продолжить совместную жизнь, вероятно, настолько впечатлённая тем, что мужчина так страстно желал измениться ради неё. Финал отдаётся отголоском фразы, произнесённой в фильме ранее: «Перемены — это наш выбор».

## В ролях
- Сара Мишель Геллар — Джесс
- Ли Пейс — Роман
- Майкл Лэндис — Райан
- Чела Хорсдэл — Миранда
- Уилльям Б. Дэвис — Терапевт
- Тува Новотны — Кейси

## Производство

### Съёмки
Фильм снят по мотивам корейской ленты «Зависимость» (англ. Addicted) 2002 года. Во время съёмок фильм носил такое же рабочее название, в августе 2007 появилась информация о смене названия, подтверждённая в декабре того же года продюсерами.
Действие картины происходит в Сан-Франциско, а съёмки проходили в Ванкувере в Британской Колумбии. Финансированием и дистрибуцией занималась компания «Yari Film Group (YFG)».

### Релиз
Даты релизов картины варьируются. Предполагалось, что премьера состоится в феврале 2008 года. В итоге было принято решение, перенести релиз на январь 2009, но из-за сложностей с финансированием его вновь перенесли.
В марте 2009 стало известно, что картина не будет показана в кинотеатрах, а выйдет сразу на DVD и Blu-Ray 12 мая 2009.
Как бы там ни было, в начале апреля выпуск перенесли — решение сопровождалось слухами о возможном выходе фильма в кинотеатре в летний сезон при поддержке компании «Spitfire Pictures».
Однако фильм вышел в прокат лишь в Израиле 20 августа. В США картина вышла сразу на DVD 9 марта 2010 года, а затем последовал выпуск на Blu-Ray.
3 апреля 2010 года состоялась премьера в Филиппинах.